# Фортеця Джаваншира
Фортеця Джаваншира (азерб. Cavanşir qalası ) — оборонна фортеця, розташована за 4 км на північ від села Талістан і за 7 км від міста Ісмаїли, на правому березі річки Агджачай. Фортеця названа на честь князя Кавказької Албанії з династії Міхранідів Джаваншира . Передбачається, що фортеця використовувалася як адміністративний центр.

## Історія
Фортеця була побудована у вигляді нерівномірного багатокутника з вапна і річкового каміння. Площа комплексу становить близько 1,5 — 2 гектара. Фортеця складається з двох частин: внутрішня — Ічгала і зовнішня частини . Внутрішня частина — Ічгала — знаходиться у північній частині фортеці і розташована на найвищій точці гори.
Велика частина стін Ічгали в руїнах, проте в деяких місцях зберігся фундамент. Товщина південної стіни основної частини фортеці становить 2 метри, а її висота — більше 10 метрів. Західні стіни були повністю зруйновані обвалами. Оборонна споруда включає в себе шість циліндричних веж, висота яких досягає 8 метрів. Вежі були побудовані для зміцнення стін замку. У верхній частині стіни знаходилися мерлони на відстані близько 0,5 метра один від одного.
Вхід до фортеці був тільки з південної сторони. Ширина воріт становила 2,5 метра.
Передбачається, що від цього оборонного оплоту йшла підземна дорога, вирита від фортеці до розташованої за 7 кілометрів Дівочої вежі, розташованої в Ісмаїли .
Точна схема його була вперше складена професором, доктором географічних наук, Рамазаном Тарвердієвим у 1963 році .